# USS Taylor (DD-468)
USS Taylor (DD/DDE-468) — эскадренный миноносец типа «Флетчер» ВМС США. Имя получил в честь участника Гражданской войны контр-адмирала Уильяма Тейлора. Первый американский эсминец, бросивший якорь в японских водах в конце Второй Мировой войны.
Построен на верфи Bath Iron Works в штате Мэн, спущен на воду 7 июня 1942 года, вступил в строй 28 августа 1942 года. Первый командир корабля — лейтенант-коммандер Бенджамин Катц.

## История

### Вторая Мировая война
Корабль начал свою службу в Атлантике. Он вошёл в состав 20-го дивизиона эсминцев. После завершения учебного похода приступил к охране судов, совершающих каботажные рейсы. В середине ноября 1942 года входил в состав конвоя в Касабланку. Во время перехода эсминец перехватил испанское торговое судно SS Darro, которое было направлено в Гибралтар, чтобы избежать огласки маршрута следования конвоя. В начале декабря эсминец вернулся на базу в Норфолк.
17 декабря в составе соединения TF 13 Taylor покинул Хэмптон-Роудс и направился в Тихий океан. Пройдя через Панамский канал и сделав остановку на Тутуила, соединение прибыло в Нумеа 20 января 1943 года. Затем Taylor направился на Эфате, куда прибыл 26 января. Там он вошёл в состав 21-го дивизиона эсминцев — одной из двух групп кораблей (по 4 в каждой), обеспечивавших прикрытие соединения TF 18 контр-адмирала Гиффена, включавшего в себя три тяжёлых крейсера, три лёгких крейсера и два эскортных авианосца.
27 января соединение вышло в море, направляясь к Гуадалканалу, где, по данным разведки, японцы планировали укрепить свой гарнизон свежими силами. Целью американских кораблей было уничтожение японцев в масштабном морском сражении. Этой битве не суждено было состояться, так как на самом деле японцы готовили свои войска к эвакуации и отступлению. Вместо этого у острова Реннелл американские корабли подверглись мощной атаке с воздуха.

Вечером 29 января соединение было атаковано японскими торпедоносцами Mitsubishi G4M. Первый налёт был отбит плотным зенитным огнём. Однако, в последующих атаках, попадание торпедой получил крейсер Chicago. Он был взят на буксир крейсером Louisville. На следующий день японские лётчики продолжили свои атаки и Chicago получил ещё четыре торпедных попадания. После этого команда оставила погибающий крейсер. Остальные корабли вернулись на Эфате.
4 февраля корабли 21-го дивизиона эсминцев были переданы в состав соединения TF 67 адмирала Эйнсуорта. В феврале и марте Taylor прикрывал крейсера St.Louis, Honolulu и Helena во время их действий между Эспириту-Санто и Гуадалканалом. В ночь с 15 на 16 марта Taylor совместно с Nicholas, Radford и Strong участвовал в обстреле острова Коломбангара. 26 марта он сопровождал танкер Kanawha, вспомогательное судно Aloe и шесть транспортов с Эспириту-Санто к Гуадалканалу. 29 марта корабли достигли Тулаги, а затем эсминец вернулся к своему соединению. 4, 5 и 6 апреля занимался патрулированием в проливе Нью-Джорджия.
Большую часть апреля корабль провёл, сопровождая конвои между Соломоновыми островами и Эспириту-Санто. Затем встал на короткий ремонт, после которого вернулся в строй 20 апреля.
С 4 по 14 мая прикрывал операцию по постановке мин в заливе Велья. 25 мая вышел с Эспириту-Санто, сопровождая к 180-му меридиану транспорт Munargo.
В начале июня сопровождал конвой транспортов к Гуадалканалу. 10 июня к югу от Сан-Кристобаля конвой был атакован японскими самолётами, но потерь не понёс. После выполнения этой задачи обеспечивал противолодочное прикрытие авианосца Sangamon. 6 июля эсминец ушёл к Тулаги и вошёл в состав соединения TF 31.
11 и 12 июля прикрывал высадку десанта и эвакуацию раненых в заливе Кула. Утром 12 июля атаковал и повредил японскую подводную лодку, но доказательств её потопления получено не было. Затем он временно был придан крейсерам адмирала Эйнсуорта, в число которых вместо потопленного Helena вошёл новозеландский Leander, для перехвата японской эскадры. 13 июля в ходе столкновения американские эсминцы выпустили торпеды, одна из которых попала в японский флагман — крейсер Jintsū, который разломился и затонул вместе с адмиралом Суньи Исаки. После завершения сражения у Коломбангара вернулся к участию в поддержке десантных операций в центральной части Соломоновых островов.
30 июля корабль вышел с конвоем от Гуадалканала к Нумеа. По пути им был получен приказ о присоединении к соединению TF 37, находившемуся на Эфате. 11 августа Taylor, Nicholas, O’Bannon и Chevalier вышли в море для участия в операции на Велья-Лавелья. 15 августа эсминцы прикрывали высадку десанта. Двумя днями позже вышли на перехват четырёх японских эсминцев, прикрывавших десантные баржи. В ходе последующего боя стороны не понесли потерь, но японские корабли получили повреждения, особенно сильно пострадал от снарядов американцев Hamakaze. После отступления эсминцев противника американские корабли атаковали вспомогательные суда, потопив часть из них. В течение последующих одиннадцати дней отряд эсминцев постоянно патрулировал воды у Коломбангара, но столкновений с японцами не произошло. Taylor покинул Гуадалканал 28 августа, сопровождая к Нумеа транспорт Titania. После ушёл в Сидней для десятидневного отдыха и ремонта. 30 сентября вернулся к Соломоновым островам для продолжения патрулирования вместе с другими эсминцами.
В ночь на 2 октября Taylor, Terry и Ralph Talbot обнаружили японские транспорты и их прикрытие в водах между Коломбангара и островом Шуазёль. Четырьмя днями позже состоялось сражение у Велья-Лавелья. Taylor, Ralph Talbot и La Vallette сопровождали конвой к югу от Нью-Джорджии, когда ими был получен приказ идти на помощь O’Bannon, Chevalier и Selfridge, которые уже вели бой с девятью японскими эсминцами. В ходе боя американцы потеряли Chevalier, японцы — эсминец Yūgumo. Кроме того, торпедой был повреждён Selfridge, а O’Bannon столкнулся с уже повреждённым Chevalier. Американские корабли отступили к Пёрвис Бэй.
После 17 октября Taylor вошёл в состав TF 37 и занимался охраной конвоев. 23 октября вышел к Нумеа вместе с транспортом Lassen, а 26 октября — обратно вместе с Aldebaran.
В начале ноября эсминец был включён в состав соединения TG 50.1, ядром которого были авианосцы Lexington, Yorktown и Cowpens. Основной задачей этого соединения была атака на острова Гилберта. В ходе боевых действий Taylor обеспечивал защиту соединения от атак авиации и подводных лодок противника.
После завершения операции соединение кораблей отправилось к Маршалловым островам. 4 декабря Taylor вместе с La Vallette и крейсером San Francisco отразил налёт японской авиации, сбив два Nakajima B5N. После этого корабль ушёл в Сан-Франциско для ремонта, куда прибыл 16 декабря.
1 февраля ремонт был завершён и эсминец вновь направился к месту боёв. 18 февраля он прибыл к атоллу Кваджалейн. 29 февраля вошёл в состав охранения авианосцев Coral Sea и Corregidor у атолла Эниветок. Соединение успешно зачистило атолл от японских сил и 3 марта вернулось в Пёрл-Харбор. Через двенадцать дней Taylor сопроводил к Гуадалканалу авианосцы Sangamon, Suwannee, Chenango и Santee. 5 апреля эсминец направился в залив Милн Бэй на Новой Гвинее. С 7 апреля по 13 мая он участвовал в различных операциях в составе 7-го флота.
27 мая перешёл к новому месту базирования — в бухту Бланш Харбор. Отсюда эсминцы выходили на рейды в северной части Соломоновых островов и в район архипелага Бисмарка. 28 и 29 мая патрулировал у берегов Новой Ирландии, а также обстреливал позиции артиллерии японцев. С 1 по 14 июня совместно с другими эсминцами занимался противолодочным патрулированием. 10 июня обнаружил и атаковал глубинными бомбами подводную лодку, вынудив её всплыть. Субмарина под огнём сумела погрузиться второй раз, Taylor провёл два бомбометания и, вероятно, потопил её.
5 августа снова был придан 7-му флоту. В конце месяца участвовал в учебных стрельбах и отработке высадки десанта в Аитапе и бухте Моффин Бэй. Эти манёвры являлись подготовкой к высадке десанта на Моротай, запланированной на 15 сентября. В оставшуюся часть месяца эсминец занимался патрулированием, находился в противолодочном дозоре.
С 18 по 24 октября входил в состав сил прикрытия второго эшелона подкреплений для участия в битве за Лейте. Утром 25 октября дивизион эсминцев вступил в бой в проливе Суригао. 27 и 28 октября действовал совместно с авианосным соединением, в ходе службы подобрал сбитого пилота с Enterprise и моряка с Petrof Bay. С 29 октября в составе TG 77.2 покинул залив Лейте. Вернулся обратно 16 ноября и патрулировал у входа в пролив Суригао. 29 ноября вместе с другими кораблями подвергся налёту камикадзе и бомбардировщиков. После на месяц ушёл в бухту Зееадлер. Вернулся к Лейте 28 декабря для подготовки к участию во вторжению на Лусон.
4 января 1945 года вышел из залива Лейте совместно с крейсерами. На следующий день обнаружил и протаранил малую японскую подводную лодку. На подходе к заливу Лингайен и в течение высадки десанта обеспечивал прикрытие от авиации японцев. После высадки до конца января осуществлял патрулирование к западу от Лусона.
С февраля по июнь базировался в Субик Бэй. С 13 по 18 февраля обстреливал Коррегидор, поддерживая тральщики. В начале марта обстреливал береговые цели на Минданао. 26 марта вместе с крейсерами Boise и Phoenix, а также эсминцами Nicholas, Fletcher, Jenkins и Abbot, участвовал в атаке на Себу, обстреляв позиции японских войск перед высадкой десанта.
После двухдневного визита в Манилу Taylor покинул Филиппины вместе с Boise, Phoenix, двумя австралийскими кораблями и ещё четырьмя эсминцами, для участия в десантной операции на северо-востоке Борнео. 27 апреля эсминцы подошли к острову Таракан и действовали в этом районе до 3 мая.
В середине июня Taylor вновь вошёл в состав 3-го флота. Действовал совместно с авианосцами к югу от Окинавы. С 25 июня по 8 июля находился в заливе Лейте. Затем, до 3 августа, в составе соединения TG 30.8 у берегов Хонсю. Новость о капитуляции Японии эсминец получил, находясь в море. 23 августа он, вместе с Nicholas и O’Bannon, вошёл в состав эскорта линкора Missouri, который направлялся в Токийский залив. После окончания войны действовал на Дальнем Востоке до 10 октября, а затем вернулся в США. Прибыл в Сан-Франциско 1 ноября. Выведен в резерв и законсервирован на базе в Сан-Диего 31 мая 1946 года.

### 1951—1953
После четырёх лет в резерве Taylor был расконсервирован. 9 мая 1950 года он пришёл на верфь San Francisco Naval Shipyard, где прошёл модернизацию и был классифицирован как эскортный эсминец. 2 января 1951 года получил номер DDE-468. 3 декабря 1951 года корабль вновь вступил в строй. 3 февраля 1952 года вышел в море для двухмесячного учебного плавания, а затем направился на базу в Пёрл-Харбор. Посетив атолл Мидуэй и Йокосуку, 16 июня 1952 года эсминец присоединился к авианосному соединению TF 77, действовавшему у берегов Кореи.
В течение пяти месяцев корабль выполнял различные задачи на Дальнем Востоке — обстреливал позиции северокорейских войск, обеспечивал противолодочную оборону, участвовал в блокаде Вонсана, патрулировал Тайваньский пролив. В конце октября действовал у берегов Кореи совместно с британскими кораблями — авианосцем Glory и крейсером Birmingham. 21 ноября 1952 года пришёл в Йокосуку, а 8 декабря — в Пёрл-Харбор.
2 мая 1953 года снова направился в западную часть Тихого океана. 12 мая вошёл в состав ударной группы, ядром которой были авианосцы Bairoko и Ocean. 1 июня вернулся в Сасебо, затем в течение двух недель участвовал в противолодочных учениях. 25 июня зашёл в Йокосуку, после направился в Тайваньский пролив. В период патрулирования нанёс визиты в Гонконг и Гаосюн. 31 июля корабль вернулся в Пёрл-Харбор и встал на трёхмесячный ремонт.

### 1954—1962
В течение пяти лет, с 1954 по 1959 год, Taylor регулярно выходил на боевую службу в западную часть Тихого океана. В ходе шестого развёртывания посетил с визитом Австралию для участия в памятных мероприятиях, посвящённых годовщине битвы в Коралловом море. С 1960 по 1961 год прошёл капитальный ремонт на верфи в Пёрл-Харбор. В 1962 году принимал участие в обеспечении проведения операции «Доминик». 7 августа 1962 года снова был переклассифицирован в эсминец (DD-468).

### 1963—1965
4 июня 1963 года вышел из Пёрл-Харбор для очередного развёртывания на Дальнем Востоке. В ходе службы Taylor посетил с визитом Кобе, Гонконг, Окинаву, Кусиро, Йокосуку, Сасебо и Субик Бэй. 29 ноября корабль вернулся в Пёрл-Харбор. В апреле 1964 встал в док на три месяца, в июле вернулся к несению службы.

23 ноября 1964 года вышел из Пёрл-Харбор вместе с авианосцем Yorktown и эсминцем Thomason. 3 декабря отряд прибыл на американскую базу в Йокосуке. Четырьмя днями позже Taylor вышел в море для участия в манёврах совместно с авианосцем Hancock и эсминцем Strauss к югу от Окинавы. 19 декабря вернулся в Йокосуку.

4 января 1965 года, вместе с Yorktown и Thomason, направился с визитом в Гонконг. После пяти дней стоянки направились в Филиппинское море. 3 марта Taylor вернулся в порт Сасебо. В конце месяца вышел на патрулирование в Южно-Китайское море. В мае корабль вернулся на Гавайи. 6 декабря встал на очередной ремонт.

### 1966—1967
7 февраля 1966 года, транзитом через Йокосуку, направился к берегам Вьетнама. Патрулировал у его берегов до 15 марта, затем ушёл в Тайваньский пролив. 21 апреля вернулся к Yankee Point и оказывал поддержку действиям войск Южного Вьетнама. В мае выполнял задачи противолодочной обороны. В июле вернулся в Пёрл-Харбор.

В декабре посетил с визитом Паго-Паго, 16 числа вернулся на базу и занимался подготовкой к очередной службе у берегов Азии.

В первой половине июня 1967 года участвовал в учениях совместно с японскими и корейскими кораблями. Затем находился в Тонкинском заливе, поддерживая действия авианосца Hornet. После посетил Субик Бэй и Манилу, откуда вышел 10 июля для участия в учениях SEATO — «Sea Dog». С 26 по 28 июля находился с визитом в Таиланде. С 19 августа по 11 сентября вновь действовал у берегов Вьетнама.

### 1968—1969
Очередной ремонт был завершён 22 марта 1968 года. В мае и июне корабль занимался боевой подготовкой, совершил плавание в Сан-Диего. С 3 по 11 июля занимался боевыми стрельбами у острова Сан-Клементе. 5 августа вышел в море и направился в Тонкинский залив, куда прибыл 21 числа. Затем вместе с авианосцем Intrepid и эсминцами Maddox и Preston направился в Сасебо. Вернулся во Вьетнам 5 сентября и действовал там до 4 декабря. Рождество корабль встретил в Йокосуке, а сразу после Нового года вернулся в Тонкинский залив. В середине января Taylor завершил свою службу во Вьетнаме и направился в Пёрл-Харбор.

В мае 1969 года было принято решение о непригодности эсминца к дальнейшей службе. 3 июня он был выведен в резерв, 2 июля передан итальянским ВМС.

В составе итальянского флота корабль служил до января 1971 года, под названием Lanciere (D560). Затем он был списан и разобран на запчасти.

## Награды
За действия во время Второй мировой войны корабль был награждён 15 Боевыми звёздами. Две звезды эсминец получил за действия в Корее, шесть — за службу во Вьетнаме.

## Список командиров
- лейтенант-коммандер (позднее контр-адмирал) Бенджамин Джейкоб Катц (28 августа 1942 — 16 января 1944)
- коммандер (позднее контр-адмирал) Николас Джон Фредерик Фрэнк ст. (16 января 1944 — 6 февраля 1945)
- коммандер Генри Говард Деларю (6 февраля 1945 — 31 мая 1946)
- коммандер (позднее контр-адмирал) Шелдон Кинни (3 декабря 1951 — декабрь 1952)
- коммандер (позднее контр-адмирал) Роберт Уоринг Макнитт (декабрь 1952—1954)
- коммандер Карл Кармайкл (1954—1956)
- коммандер Чарльз Нельсон (1956—1958)
- коммандер Джон Родерик Мэки (1958—1960)
- коммандер Ричард Джозеф Коуд (1960 — 1 марта 1962)
- коммандер Мервин Эдвард Расмуссен (1 марта 1962 — август 1963)
- коммандер Генри Джозеф Расетт мл. (август 1963—1965)
- коммандер Джон Френсис Матейчек (1965—1967)
- коммандер Джеймс Дьюй Тейлор мл. (1967—1969)
- коммандер Джон Бартон Хёрд (1969 — 2 июля 1969)